# Stopplaats Ophoven
Stopplaats Ophoven (telegrafische code: ohv) is een voormalig stopplaats aan de Nederlandse spoorlijn Sittard - Herzogenrath, destijds aangelegd door de Nederlandsche Zuider-Spoorwegmaatschappij (NZS) en geëxploiteerd door de Staatsspoorwegen. De stopplaats lag ten zuidwesten van Ophoven, dat tegenwoordig een wijk is van Sittard. Aan de spoorlijn werd de stopplaats voorafgegaan door station Sittard en gevolgd door station Geleen Oost. Stopplaats Ophoven werd geopend op 1 januari 1917 en gesloten op 15 mei 1934. De stopplaats was voornamelijk gerealiseerd om bewoners van Ophoven te kunnen transporteren naar de staatsmijnen in de Oostelijke Mijnstreek, aangezien de nabijgelegen staatsmijn Maurits nog niet geopend was. Bij de stopplaats was een wachtruimte aanwezig.